# Beez in the Trap
Singles de Nicki Minaj
Take It to the Head
(2012) Pound the Alarm
(2012)
Singles par 2 Chainz
Mercy
(2012) No Lie
(2012)
Pistes de Pink Friday: Roman Reloaded
I Am Your Leader
(3) HOV Lane
(5)
Beez in the Trap est une chanson de l'artiste américano-trinidadienne Nicki Minaj issue de son second album studio, Pink Friday: Roman Reloaded (2012) en collaboration avec le rappeur 2 Chainz. Elle sort en single le 24 avril 2012.Le single s'est écoulé à plus de 1 000 000 d'exemplaires aux États-Unis. Le clip est sorti le 6 avril 2012 en avance sur la chaîne Youtube de Nicki Minaj.
En France, le clip est diffusé après 22h avec une signalétique (-12) ou sans signalétique (en fonction des chaînes).

## Classements et certifications

### Classement par pays
| Classement (2012)              | Meilleure position |
| ------------------------------ | ------------------ |
| Royaume-Uni (UK R&B Chart)     | 32                 |
| États-Unis (Hot 100)           | 48                 |
| États-Unis (R&B/Hip-Hop Songs) | 7                  |
| États-Unis (Rap Songs)         | 7                  |

### Certifications
| Pays       | Certification       |
| ---------- | ------------------- |
| États-Unis | Or[réf. nécessaire] |